# Mélyütés (film)
A Mélyütés (Southpaw) 2015-ben bemutatott amerikai sport-dráma, melyet Antoine Fuqua rendezett, forgatókönyvét Kurt Sutter írta.
A film főszereplője Jake Gyllenhaal, Forest Whitaker, Rachel McAdams és 50 Cent. Eredetileg Eminem alakította volna a főszereplőt, akinek személyes küzdelmei a forgatókönyv megírását is inspirálták. A rapper 2012-ben kiszállt a projektből, hogy zenei karrierjére összpontosíthasson, Phenomenal című dala azonban elhangzik a filmben.
Az Amerikai Egyesült Államokban 2015. július 24-én mutatták be, Magyarországon három hónappal később feliratosan, október 15-én jelent meg a Fórum Hungary forgalmazásában.
A 30 millió dolláros költségvetésből készült film világszerte összesen 92 millió dolláros bevételt ért el. A kritikusok vegyesen fogadták a filmet, bírálva a kiszámítható, klisékre épülő forgatókönyvet, ugyanakkor Gyllenhaal és Whitaker színészi játékáról elismerően nyilatkoztak. A Mélyütés filmzenéje volt a zeneszerző James Horner egyik utolsó munkája, 2015-ben bekövetkezett tragikus halála előtt. A filmet, illetve a filmzenei albumot az ő emlékének ajánlották.

## Történet
Billy Hope (Jake Gyllenhaal) veretlen profi bokszoló, aki New Yorkban él feleségével, Maureennel (Rachel McAdams) és kislányukkal, Leilával (Oona Laurence). Egyik mérkőzésén, melyen ismét megvédi bajnoki címét, Billy szeme csúnyán megsérül; Maureen meggyőzi őt, hogy vonuljon vissza, amíg a csúcson van. A címvédés utáni sajtótájékoztatón a rivális bokszoló, Miguel „Magic” Escobar sértegetni kezdi a bajnokot és megpróbálja rávenni őt, hogy mérkőzzön meg vele. Egy jótékonysági esten, melyet abban az árvaházban tartanak, melyben Billy és Maureen is felnőtt, Miguel is megjelenik és a helyszínről távozni készülő Billyt ismét provokálni kezdi. Billyn elhatalmasodik a dühe és verekedés tör ki, melyen során Miguel testvére, Hector véletlenül elsüti a fegyverét és halálosan megsebzi Maureent.
Billy alkohollal és a drogokkal próbálja enyhíteni fájdalmát, miközben megszállottan keresi a tragédia helyszínéről elmenekült Hectort. Végül megtudja Hector drogfüggő feleségének, Mariának a tartózkodási helyét és azt is, hogy Hectornak több gyereke is van. Egy vesztes mérkőzés után a frusztrált Billy megtámadja a bírót, emiatt eltiltják a versenyzéstől. Bevételi forrás híján a bokszoló kénytelen lesz elárverezni házát és vagyontárgyait. Részegen autóbalesetet szenved, amely miatt elveszik tőle Leila felügyeletének jogát és a kislány nevelőintézetbe kerül. Az eset arra készteti Billyt, hogy felhagyjon önpusztító életmódjával, de Leila látni sem akarja apját, mert őt okolja a történtekért.
Egy barátja közbenjárásával Billy takarítói munkát kap a visszavonult bokszoló, Titus „Tick” Wills (Forest Whitaker) edzőtermében, idővel pedig meggyőzi Ticket, hogy legyen az edzője. Billy korábbi menedzsere, Jordan Mains (50 Cent), aki immár Miguel pályafutását egyengeti, megszervez egy mérkőzést, amelynek segítségével Billy ismét visszakerülhet a reflektorfénybe. Tick vonakodva fogadja el az edzősködést, mert félti Billyt a bosszúállástól, de végül elvállalja a felkészítését – részben amiatt, mert megtudja, hogy egyik fiatal tanítványa meghalt, miközben erőszakos apjától próbálja megvédeni az anyját.
Látva, hogy Billy keményen dolgozik új munkahelyén és apaként ismét felelősségteljesen viselkedik, a bíróság engedélyezi számára lánya felügyeletét. Miközben együtt reggeliznek, Leila megkéri őt, hogy vigye el magával a közelgő meccsre. Billy nehezen akar ebbe belemenni, mert annak idején Maureen is igyekezett távol tartani lányukat a ring sokszor kegyetlen világának látványától. Végül megállapodnak, hogy Leila vele tarthat, de az öltözőből, televízión keresztül követi figyelemmel a mérkőzést.
A meccs elején Miguel van erőfölényben, de Tick tanácsát megfogadva a jobbkezes alapállású Billy az utolsó menetben hirtelen balkezes alapállásra vált és a meglepetés erejét kihasználva padlóra küldi a bajnokot. Miguelt csupán a menet végén jelző gong menti meg a kiütéstől. Megosztott pontozással Billy lesz a bajnok, aki ezután az öltözőben együtt ünnepel lányával és megbocsátást nyer tőle korábbi hibái miatt.

## Szereplők
| Színész         | Szerep                 | Magyar hang            |
| --------------- | ---------------------- | ---------------------- |
| Jake Gyllenhaal | Billy Hope             | Csőre Gábor            |
| Oona Laurence   | Leila Hope             | Vida Sára              |
| Rachel McAdams  | Maureen Hope           | Ruttkay Laura          |
| Forest Whitaker | Titus „Tick” Wills     | Bognár Tamás           |
| Miguel Gomez    | Miguel „Magic” Escobar | Dózsa Zoltán           |
| 50 Cent         | Jordan Mains           | Barabás Kiss Zoltán    |
| Naomie Harris   | Angela Rivera          | Nádasi Veronika        |
| Skylan Brooks   | Hoppy                  | Penke Bence            |
| Victor Ortiz    | Ramone                 | N/A                    |
| Beau Knapp      | Jon Jon                | Horváth-Töreki Gergely |
| Rita Ora        | Maria Escobar          | N/A                    |

## A film készítése
Eredetileg Eminem alakította volna Billy Hope-ot a filmben.
2010-ben a forgatókönyvíró Kurt Sutter elmondta, hogy a projektet a rapper személyes küzdelmei inspirálták. A filmet megelőző hét évben találkozókon vett részt Eminem producereivel, hogy valami közöset alkossanak. „Tudom, hogy nagyon válogatós és nem szerepel sokat. De annyi mindent megosztott a személyes küzdelmeiről ezen a nyers és nagyon őszinte zenei albumon, amelyhez több szinten is kapcsolódni tudtam. Rendkívül érdekli őt a bokszról szóló filmes műfaj és megfelelő metaforának tűnt, mert a saját élete is egyfajta 'ökölharc' volt. Bizonyos értelemben ez a 8 mérföld történetének folytatása, de képletes narratívában meséljük el életének második fejezetét. Egy világbajnok bokszolót fog alakítani, aki nagyon a mélypontra kerül és küzdenie kell azért, hogy visszanyerhesse életét kislánya érdekében. Tulajdonképpen a film Eminem saját küzdelmeit meséli el újból, amelyeket az elmúlt öt évben átélt, a boksz analógiáján keresztül. Tetszik, hogy az (eredeti, angol nyelvű) cím utal Eminem balkezességére, amely az ökölvívásban ugyanaz, mint a hiphop műfajban fehér rappernek lenni; veszélyes, nemkívánatos és teljességgel eltér a megszokottól. Egy balkezes bokszoló számára sokkal nehezebb az út, mint egy jobbkezesnek”.
Alan és Peter Riche producerek elmondták, hogy A bajnok című filmhez hasonló művet akartak megalkotni, de az eredeti filmmel ellentétben nem egy apa-fia, hanem egy apa-lánya kapcsolatot megjeleníteni a filmvásznon. A valóságban is egy lány édesapjaként Eminem lelkesen fogadta az ötletet.
2010. december 13-án a Dreamworks stúdió elővételi jogot formált a forgatókönyvre és Eminemet szemelték ki főszereplőnek, a következő évben, 2011 augusztusában azonban a stúdió kiszállt a projektből. 2011 októberében a Metro-Goldwyn-Mayer vette át a filmet. 2012 decemberében Eminem is kiszállt a készülő filmből, hogy a zenélésre tudjon összpontosítani. Antoine Fuqua 2014 márciusában vállalta el a film elkészítését, Eminemet pedig Jake Gyllenhaal helyettesítette. 2014 májusában további szereplők bevonását jelentették be,  Forest Whitaker, Lupita Nyong'o és Rachel McAdams hivatalosan is csatlakozott a szereplőgárdához. 2014 augusztusában kiderült, hogy Naomie Harris helyettesíti majd Nyong'o-t.
Gyllenhaal a szerep érdekében rengeteget olvasott bokszolók, köztük árván felnőtt sportolók életéről, az amerikai boksztermek hangulatáról és az Amerikában található nevelőintézetek történetéről. A színész öt hónapot töltött azzal, hogy bokszolóként eddzen, felkészítve magát a szerepre. Eminem egy interjúban elismerően nyilatkozott Gyllenthaal filmbeli teljesítményéről.

## Fogadtatás

### Bevételi adatok
A 30 millió dolláros költségvetésből készült film Észak-Amerikában 52,4 millió, míg a világ többi részén 38,5 millió amerikai dolláros bevételt termelt, összbevétele így 92 millió dollár lett.

## Fordítás
- Ez a szócikk részben vagy egészben  a   Southpaw (film) című angol Wikipédia-szócikk fordításán alapul.  Az eredeti cikk szerkesztőit annak laptörténete sorolja fel. Ez a jelzés csupán a megfogalmazás eredetét és a szerzői jogokat jelzi, nem szolgál a cikkben szereplő információk forrásmegjelöléseként.